# Juncus meianthus
Juncus meianthus là một loài thực vật có hoa trong họ Juncaceae. Loài này được L.A.S.Johnson ex K.L.Wilson mô tả khoa học đầu tiên năm 2001.